# Wasen ZH
| ZH ist das Kürzel für den Kanton Zürich in der Schweiz. Es wird verwendet, um Verwechslungen mit anderen Einträgen des Namens Wasen zu vermeiden. |

Wasen ist ein Ortsteil der Gemeinde Schleinikon im Bezirk Dielsdorf des Kantons Zürich.

## Geographie
Wasen liegt im Wehntal auf 457 m ü. M. im westlichen Teil des Zürcher Unterlands. Die Ortschaft liegt am südlichen Hang des Höhenzugs Egg an den Ufern der Surb, die hier das Wasser des aus Dachsleren herkommenden Talbachs aufnimmt. Im Südosten wird Wasen nur durch ein Feld vom Oberweninger Quartier Hüebli getrennt.
Durch Wasen verläuft ausserdem die Hauptstrasse 17, welche die Ortschaft mit Niederweningen im Westen und Oberweningen im Osten verbindet. Durch Nebenstrassen ist sie mit Dachsleren und Schleinikon verbunden, die wenig südlich liegen.

## Geschichte
Bis 1409 gehörte Wasen zur Herrschaft Regensberg, danach von 1409 bis 1798 zur Landvogtei Regensberg im Zürcher Stadtstaat. Seit 1798 gehört Wasen zum Kanton Zürich, anfangs zum Distrikt Bülach der Helvetischen Republik, die 1803 aufgelöst wurde. Danach war die Ortschaft bis 1813 erneut Bestandteil des Distrikts Bülach, danach gehörte sie zum Oberamt Regensberg, das 1831 in den Bezirk Regensberg umgewandelt wurde. 1871 wurde dieser dann in Bezirk Dielsdorf umbenannt.

## Religion
Wasen ist auf die zwei reformierten Kirchgemeinden Schöfflisdorf und Niederweningen aufgeteilt. In der reformierten Kirche Niederweningen ist daher am südlichen Eingangsportal das Wappen von Wasen eingeschnitzt. Die katholische Kirche befindet sich dagegen in Dielsdorf.